# Emilio Huguet del Villar
Pour les articles homonymes, voir Villar (nom de famille).
Emilio Huguet del Villar, parfois nommé en France Émile Huguet del Villar et en Espagne Emili Huguet i Serratacó, né à Granollers en Catalogne le 17 août 1871 et décédé le 21 janvier 1951 à Rabat, est un géographe, pédologue et botaniste espagnol.

## Biographie
Il commença sa carrière de géographe, comme étudiant puis comme enseignant, aux États-Unis, d'où il publia plusieurs ouvrages sur les républiques sud-américaines hispanophones.
En 1912 il entama des recherches scientifiques de botanique et surtout de géobotanique.
Il créa et anima la pédologie en Espagne et dans tout l'espace occidental des pays méditerranéens. Il dressa une classification des sols.
À la suite de la guerre civile d'Espagne, il s’exila au Maroc, alors sous protectorat français, où il poursuivit ses études sur l'écologie de l'Afrique du Nord.
Outre ses qualités scientifiques, il était doté d'une vaste culture et publia une étude sur El Greco et fit des exposés sur Diego Vélasquez et Francisco de Goya.